# Étouvans
Étouvans és un municipi francès situat al departament del Doubs i a la regió de Borgonya - Franc Comtat. L'any 2007 tenia 760 habitants.

## Demografia

### Població
El 2007 la població de fet d'Étouvans era de 760 persones. Hi havia 308 famílies de les quals 60 eren unipersonals (12 homes vivint sols i 48 dones vivint soles), 140 parelles sense fills, 104 parelles amb fills i 4 famílies monoparentals amb fills.
La població ha evolucionat segons el següent gràfic:
Habitants censats

### Habitatges
El 2007 hi havia 335 habitatges, 314 eren l'habitatge principal de la família, 5 eren segones residències i 16 estaven desocupats. 311 eren cases i 23 eren apartaments. Dels 314 habitatges principals, 284 estaven ocupats pels seus propietaris, 26 estaven llogats i ocupats pels llogaters i 4 estaven cedits a títol gratuït; 1 tenia una cambra, 5 en tenien dues, 21 en tenien tres, 76 en tenien quatre i 212 en tenien cinc o més. 274 habitatges disposaven pel capbaix d'una plaça de pàrquing. A 119 habitatges hi havia un automòbil i a 172 n'hi havia dos o més.

### Piràmide de població
La piràmide de població per edats i sexe el 2009 era:
| Homes | Edats   | Dones |
| ----- | ------- | ----- |
| 0     | 95 o +  | 0     |
| 4     | 90 a 94 | 0     |
| 0     | 85 a 89 | 0     |
| 4     | 80 a 84 | 12    |
| 8     | 75 a 79 | 8     |
| 20    | 70 a 74 | 8     |
| 12    | 65 a 69 | 28    |
| 28    | 60 a 64 | 32    |
| 32    | 55 a 59 | 28    |
| 24    | 50 a 54 | 28    |
| 32    | 45 a 49 | 40    |
| 16    | 40 a 44 | 12    |
| 16    | 35 a 39 | 24    |
| 48    | 30 a 34 | 40    |
| 12    | 25 a 29 | 16    |
| 16    | 20 a 24 | 12    |
| 24    | 15 a 19 | 20    |
| 28    | 10 a 14 | 20    |
| 20    | 5 a 9   | 8     |
| 16    | 0 a 4   | 24    |

## Economia
El 2007 la població en edat de treballar era de 470 persones, 326 eren actives i 144 eren inactives. De les 326 persones actives 306 estaven ocupades (158 homes i 148 dones) i 20 estaven aturades (11 homes i 9 dones). De les 144 persones inactives 66 estaven jubilades, 30 estaven estudiant i 48 estaven classificades com a «altres inactius».

### Ingressos
El 2009 a Étouvans hi havia 318 unitats fiscals que integraven 787 persones, la mediana anual d'ingressos fiscals per persona era de 19.739 €.

### Activitats econòmiques
Dels 7 establiments que hi havia el 2007, 1 era d'una empresa alimentària, 1 d'una empresa de construcció, 2 d'empreses de comerç i reparació d'automòbils, 1 d'una empresa financera i 2 d'empreses de serveis.
L'únic servei als particulars que hi havia el 2009 era una lampisteria.
L'any 2000 a Étouvans hi havia 4 explotacions agrícoles.

## Equipaments sanitaris i escolars
El 2009 hi havia una escola elemental.

## Poblacions més properes
El següent diagrama mostra les poblacions més properes.